# Ana Teresa Ortega
Ana Teresa Ortega Aznar (Alicante, 1952) es una artista, escultora, fotógrafa y  profesora española.

## Biografía
Profesora en la facultad de Bellas Artes de la Universidad Politécnica de Valencia se muestra multidisciplinar en su obra combinando fotografía, video e instalaciones. Su reflexión sobre la influencia de los media en la sociedad y en la formación de una memoria colectiva presentan la parte central de su trabajo.
Una publicación suya denominada Foto-esculturas, instalaciones (2006) presenta el empleo de ambos medios artísticos en una época en la que predominaba el purismo técnico en la expresión artística y recoge una reseña del trabajo expuesto en las salas. Las Fotoesculturas son parte de un proyecto desarrollado, sobre todo, entre 1992 y 1996 en el que presenta estructuras tridimensionales realizadas con imágenes fotográficas en diferentes soportes como telas o transparencias junto a materiales como hierro o vidrio. Además los conjuntos de fotografías se presentan como "como mensajes ideológicamente codificados".
En su publicación denominada Cartografías silenciadas, escrita en castellano, valenciano y gallego, realiza durante cuatro años (2007-11) una indagación en los archivos del Ejército, Tribunal de Cuentas y otros organismos sobre la guerra civil española, fotografiando los lugares exactos en los que se produjo la represión franquista.

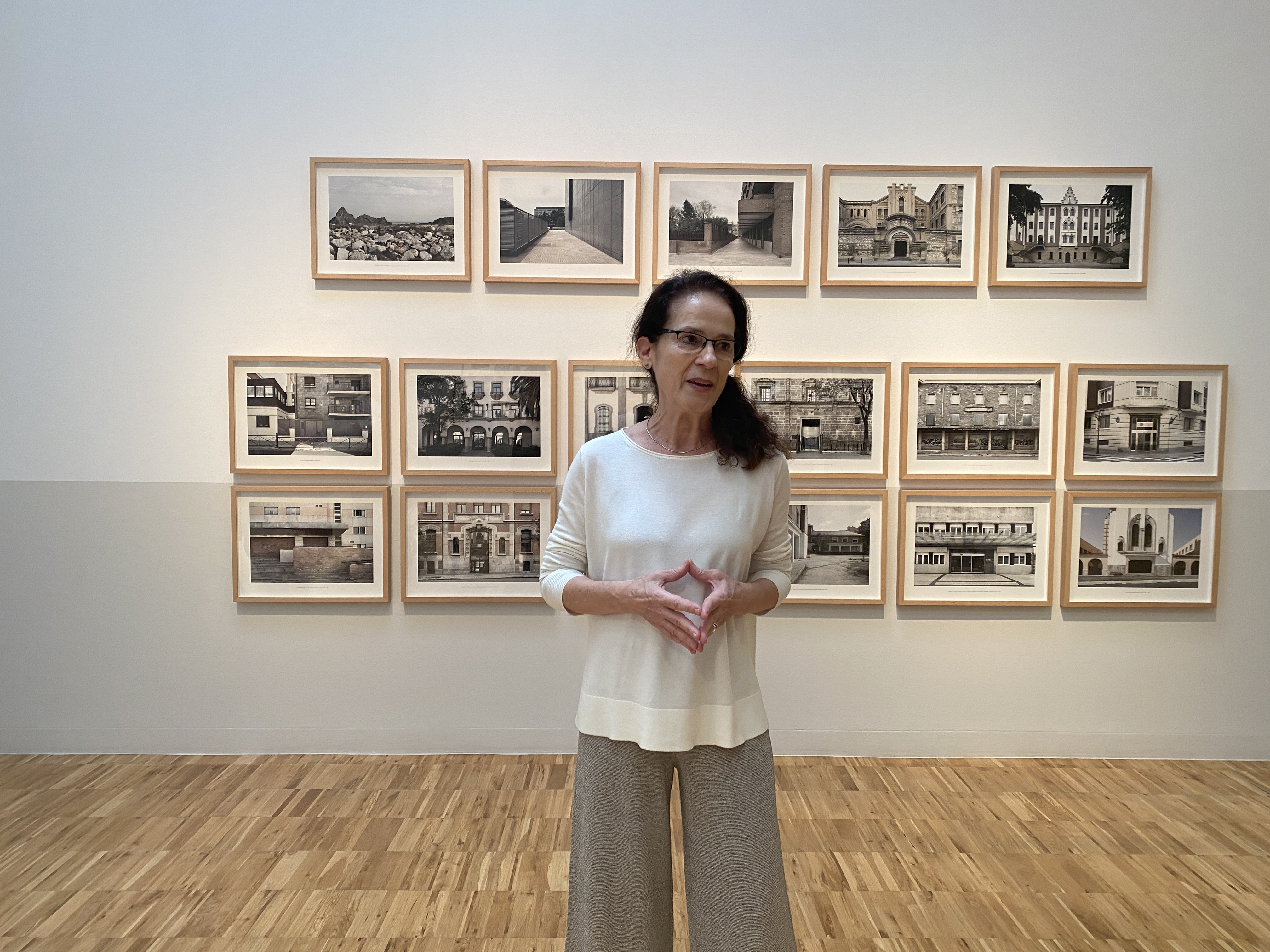
Exponiendo en el TEA de Tenerife

Su obra puede contemplarse en las colecciones de diferentes museos como el Reina Sofía de Madrid, el IVAM de Valencia, el Museo de Bellas Artes de Bilbao, el Centro Gallego de Arte Contemporáneo de Santiago de Compostela, la fundación La Caixa o la Fisher Gallery de la Universidad de Southern California de Los Ángeles.

## Premios
Su obra empleando técnicas escultural-fotográficas y otros modos experimentales y  su trabajo sobre la relectura fotográfica de la historia reciente le han supuesto la concesión del Premio Nacional de Fotografía de 2020.